# الی ویلسون
الی ویلسون (انگلیسی: Ellie Wilson؛ زادهٔ ۱۱ مهٔ ۱۹۹۷) بازیکن فوتبال اهل بریتانیا است.
وی همچنین در تیم‌های ملی فوتبال England women's national under-19 football team, England women's national under-20 football team، و England women's national under-23 football team بازی کرده‌است.